# Criminal (Britney Spears)
Criminal è un singolo della cantante statunitense Britney Spears, pubblicato il 30 settembre 2011 come quarto estratto dal settimo album in studio Femme Fatale.
Il brano è stato scritto e prodotto dai produttori storici dell'artista, Max Martin e Shellback, con l'aggiunta di Tiffany Amber, che ha partecipato come compositrice.

## Descrizione
Nelle strofe del brano, Spears canta di essere innamorata di un "ragazzaccio" e di un "fuorilegge": "He is a bad boy with a tainted heart / And even I know this ain't smart"n (Un ragazzaccio con il cuore contaminato / Persino io so che non è stata un'idea geniale). Durante il ritornello la protagonista prega sua madre di non preoccuparsi per lei: "Mama please don't cry / I will be alright" (Mamma ti prego non piangere / Starò bene).
Il sito samesame e David Buchanan di Consequence of Sound hanno notato nel brano uno stile che ricorda quello di Madonna: il primo ha classificato la canzone come una midtempo che riporta alla mente l'era di American Life, più precisamente i brani Love Profusion e Intervention; Buchanan ha sottolineato come è evidente l'influenza di Ray of Light sul sound di Criminal.
L'influenza dello stile di Madonna è stato confermato dalla stessa cantante che ha affermato che l'intero album ha risentito di questa influenza, oltre a quella di Whitney Houston e Barbara Streisand. Ha inoltre aggiunto che Criminal è una delle sue canzoni preferite.
Questa sua preferenza per il brano, più volte confermata anche sul suo account Twitter, ha fatto pensare a una possibile pubblicazione come singolo. La conferma è arrivata quando nel mese di agosto la pagina Facebook della cantante ha pubblicato un sondaggio chiedendo ai fan di esprimere una preferenza sul prossimo singolo. Pochi giorni dopo la vittoria del brano Criminal nel sondaggio che lo vedeva contrapposto a Drop Dead (Beautiful) ed Inside Out, la stessa Spears lo ha confermato come quarto singolo.

## Accoglienza
Andy Gill del quotidiano britannico The Independent ha definito il brano uno dei punti forti dell'intero album insieme a Till the World Ends, aggiungendo che l'intero album è molto artificiale a differenza di Criminal che lascia di stucco per il suo stile contrastante con l'intero album: "In effetti, è quasi scioccante quando la traccia finale dell'album - Criminal - si apre con il suono di un flauto che ricorda i brani folk e la presenza della chitarra fa pensare che quell'audio è stato accidentalmente aggiunto al brano". Amy Sciaretto di PopCrush ha dato quattro stelle alla canzone commentando che "solo Britney può rendere sexy il suono di un flauto". Natalie Shaw di BBC Online ha commentato il brano dicendo che Criminal con il suo testo adolescenziale, la melodia di un flauto quasi da favola e il ritmo estivo, riesce a distinguersi completamente dalle altre canzoni dell'album.

## Video musicale
Le riprese del video, diretto da Chris Marrs Piliero (stesso regista di I Wanna Go), si sono svolte a Londra.
Il video è stato presentato in anteprima su iTunes il 18 ottobre 2011, debuttando, pochi minuti dopo la pubblicazione, al vertice della classifica dei video.
Il video musicale si apre all'interno di un'elegante festa dell'alta società, ambientata in una lussuosa abitazione. Britney Spears, vestita con un abito a rete sofisticato e con un'acconciatura raccolta in uno chignon, è al fianco del suo fidanzato, impegnato a conversare con altri ospiti. Apparentemente annoiata, la cantante osserva l'ambiente circostante con distacco. Notando il suo disinteresse, il compagno reagisce con irritazione e inizia a rimproverarla animatamente. Spears si allontana quindi dalla sala e si rifugia in bagno, dove si ricompone, spruzzandosi il profumo Radiance.
Al suo ritorno, nota il fidanzato mentre flirta con un'altra donna. A quel punto, Spears si rivolge sarcasticamente all'altra ospite con la frase: «So you're not working on the street corner tonight, I see!» (Vedo che stasera non batti all'angolo della strada!), lasciando il fidanzato visibilmente imbarazzato. L'uomo la trascina fuori dalla festa, dove ha luogo un acceso confronto verbale che culmina con uno schiaffo ai danni della cantante. Un cameriere, interpretato da Jason Trawick (all'epoca fidanzato e manager di Spears), assiste alla scena e interviene, aggredendo fisicamente l'uomo in difesa della donna.
Successivamente, Trawick invita Spears ad allontanarsi insieme a lui, e lei accetta. Prima di andarsene, colpisce l'ex compagno con un calcio all'inguine. I due fuggono in motocicletta e si rifugiano presso l'abitazione di Trawick, dove Spears trova una pistola nascosta in un armadietto e se ne appropria. In seguito, i due hanno un rapporto intimo. Nella scena successiva, la cantante rapina una banca con l'arma precedentemente sottratta e fugge nuovamente in moto con il suo nuovo partner.
Il videoclip prosegue mostrando Spears e Trawick sotto la doccia, seguiti da una sequenza finale in cui i due si baciano mentre sono circondati dagli spari della polizia, che irrompe nella casa nel tentativo di catturarli.
Diversi critici musicali hanno paragonato il video a quello di We Found Love di Rihanna, uscito due giorni dopo di quello di Criminal, il 19 ottobre 2011. Oltre alle somiglianze nei contenuti, entrambi conterrebbero "un sentimento antibritannico". Rae Alexandra di SF Weekly ha infatti scritto che in Criminal i "cattivi" (il suo fidanzato e i poliziotti) sono tutti britannici, mentre colui che la salva, il "criminale", è americano; la stessa ha poi sottolineato che Spears e Rihanna hanno girato due dei loro video più controversi in un Paese con un minore tasso di criminalità rispetto agli Stati Uniti, dando vita a una rappresentazione xenophobica dei britannici, visti come nemici dalla cultura di massa statunitense.
Il 23 marzo 2019 il video ha raggiunto cento milioni di visualizzazioni su YouTube.

## Formazione
- Britney Spears – voce
- Chau Phan – cori
- John Hanes – ignegneria del suono
- Max Martin – composizione, produzione, tastiera
- Șerban Ghenea – missaggio
- Shellback – composizione, produzione, tastiera, chitarra
- Tiffany Amber – composizione
- Tim Roberts – ingegneria del suono

## Classifiche
| Classifica (2011) | Posizione massima |
| ----------------- | ----------------- |
| Belgio (Fiandre)  | 38                |
| Belgio (Vallonia) | 24                |
| Canada            | 16                |
| Danimarca         | 39                |
| Finlandia         | 11                |
| Francia           | 13                |
| Repubblica Ceca   | 6                 |
| Slovacchia        | 8                 |
| Spagna            | 46                |
| Stati Uniti       | 55                |
| Svezia            | 36                |
| Svizzera          | 33                |